# Wereldbeker noordse combinatie 2008/2009
De wereldbeker noordse combinatie 2008/2009 ging van start op 29 november 2008 in het Finse Kuusamo en eindigde op 15 maart 2009 in Vikersund. Pas in de laatste wedstrijd van het seizoen verzekerde zich de 20-jarige Fin Anssi Koivuranta van de eindoverwinning in de algemene wereldbeker. Nochtans had hij de leiding in het klassement al na de tweede wedstrijd in Kuusamo genomen en stond die uiteindelijk niet meer af.
De FIS organiseert enkel een wereldbeker voor mannen. Vorig seizoen won Ronny Ackermann de algemene wereldbeker.
De noordse combinatie heeft dit seizoen een grote verandering ondergaan wat betreft de disciplines. Om de sport te vereenvoudigen heeft het Nordic Combined Committee de regelgeving veranderd. De wijzigingen werden goedgekeurd op de FIS vergadering in het Finse Levi.
In tegenstelling tot de voorbijgaande seizoenen zal er vanaf dit seizoen slechts één discipline zijn. Alle wedstrijden zullen bestaan uit één springronde schansspringen gevolgd
door 10 kilometer langlaufen. Dit met uitzondering van Val di Fiemme waar nog één keer een massastart zal worden gehouden, de voorlopig laatste in de geschiedenis van de wereldbeker.
Enkel de wereldkampioenschappen noordse combinatie zullen nog uit verschillende disciplines bestaan, voor de editie 2009 zullen dit zijn:
- massastart (10 km langlaufen gevolgd door 2 sprongen van de normale schans)
- individuele Gundersen NH (1 sprong van de normale schans gevolgd door 10 km langlaufen)
- individuele Gundersen LH (1 sprong van de grote schans gevolgd door 10 km langlaufen)
- teamwedstrijd

De plannen om ook de WK te vereenvoudigen liggen ook reeds op tafel.

## Uitslagen

### Kalender
| Datum | Plaats        | Detail                   | Eerste                                                              | Tweede                                                         | Derde                                                                 |
| --- | ------------- | ------------------------ | ------------------------------------------------------------------- | -------------------------------------------------------------- | --------------------------------------------------------------------- |
| 29/11/2008 | Kuusamo       | HS142 + 10 km            | Ronny Ackermann                                                     | Janne Ryynänen                                                 | Anssi Koivuranta                                                      |
| 30/11/2008 | Kuusamo       | HS142 + 10 km            | Anssi Koivuranta                                                    | Janne Ryynänen                                                 | Daito Takahashi                                                       |
| 06/12/2008 | Trondheim     | HS131 + 10 km            | Magnus Moan                                                         | Jason Lamy-Chappuis                                            | Anssi Koivuranta                                                      |
| 07/12/2008 | Trondheim     | HS131 + 10 km            | Anssi Koivuranta                                                    | Björn Kircheisen                                               | Jason Lamy-Chappuis                                                   |
| 13/12/2008 | Liberec       | HS134 + 10 km            |                                                                     |                                                                |                                                                       |
| 14/12/2008 | Liberec       | HS134 + 10 km            |                                                                     |                                                                |                                                                       |
| 20/12/2008 | Ramsau        | HS98 + 10 km             | Bill Demong                                                         | Björn Kircheisen                                               | Jan Schmid                                                            |
| 21/12/2008 | Ramsau        | HS98 + 10 km             | Björn Kircheisen                                                    | Bill Demong                                                    | Jason Lamy-Chappuis                                                   |
| 27/12/2008 | Oberhof       | HS140 + 10 km            | Magnus Moan                                                         | Todd Lodwick                                                   | Anssi Koivuranta                                                      |
| 28/12/2008 | Oberhof       | HS140 + 10 km            | Anssi Koivuranta                                                    | Todd Lodwick                                                   | Jason Lamy-Chappuis                                                   |
| 03/01/2009 | Schonach      | team HS 96 + 4x5 km      | Duitsland Georg Hettich Eric Frenzel Björn Kircheisen Tino Edelmann | Noorwegen Jan Schmid Petter Tande Håvard Klemetsen Magnus Moan | Oostenrijk Lukas Klapfer Bernhard Gruber Wilhelm Denifl Mario Stecher |
| 04/01/2009 | Schonach      | HS96 + 10 km             | Anssi Koivuranta                                                    | Bill Demong                                                    | Björn Kircheisen                                                      |
| 10/01/2009 | Val di Fiemme | massastart 10 km + HS134 | Björn Kircheisen                                                    | Bernhard Gruber                                                | Jan Schmid                                                            |
| 11/01/2009 | Val di Fiemme | HS134 + 10 km            | Magnus Moan                                                         | Jan Schmid                                                     | Pavel Churavy                                                         |
| 16/01/2009 | Vancouver     | HS140 + 10 km            | Bill Demong                                                         | Anssi Koivuranta                                               | Björn Kircheisen                                                      |
| 17/01/2009 | Vancouver     | HS140 + 10 km            | Magnus Moan                                                         | Björn Kircheisen                                               | Bill Demong                                                           |
| 31/01/2009 | Chaux-Neuve   | HS100 + 10 km            | Magnus Moan                                                         | Anssi Koivuranta                                               | Björn Kircheisen                                                      |
| 01/02/2009 | Chaux-Neuve   | HS100 + 10 km            | Anssi Koivuranta                                                    | Christoph Bieler                                               | Magnus Moan                                                           |
| 07/02/2009 | Seefeld       | team HS100 + 4x5 km      |                                                                     |                                                                |                                                                       |
| 07/02/2009 | Seefeld       | HS100 + 10 km            | Mario Stecher                                                       | Lukas Klapfer                                                  | Jan Schmid                                                            |
| 08/02/2009 | Seefeld       | HS100 + 10 km            | Magnus Moan                                                         | Mario Stecher                                                  | Anssi Koivuranta                                                      |
| 14/02/2009 | Klingenthal   | HS140 + 10 km            | Anssi Koivuranta                                                    | Magnus Moan                                                    | Jan Schmid                                                            |
| 15/02/2009 | Klingenthal   | HS140 + 10 km            | Bill Demong                                                         | Jason Lamy-Chappuis                                            | Pavel Churavy                                                         |
| 19 t/m 28 februari 2009: Wereldkampioenschappen noordse combinatie 2009 in Liberec (tellen niet mee voor de wereldbeker) |               |                          |                                                                     |                                                                |                                                                       |
| 06/03/2009 | Lahti         | HS130 + 10 km            | Bill Demong                                                         | Anssi Koivuranta                                               | Jason Lamy-Chappuis                                                   |
| 07/03/2009 | Lahti         | HS130 + 10 km            | Magnus Moan                                                         | Anssi Koivuranta                                               | Bill Demong                                                           |
| 14/03/2009 | Vikersund     | HS117 + 10 km            | Anssi Koivuranta                                                    | Bill Demong                                                    | Magnus Moan                                                           |
| 15/03/2009 | Vikersund     | HS117 + 10 km            | Bill Demong                                                         | Petter Tande                                                   | Mikko Kokslien                                                        |

### Eindstanden
| Algemene wereldbeker        | Algemene wereldbeker | Algemene wereldbeker | Algemene wereldbeker |
| #                           | Atleet               | Land                 | Punten               |
| --------------------------- | -------------------- | -------------------- | -------------------- |
| 1                           | Anssi Koivuranta     | FIN                  | 1.461                |
| 2                           | Magnus Moan          | NOR                  | 1.350                |
| 3                           | Bill Demong          | USA                  | 1.160                |
| 4                           | Björn Kircheisen     | GER                  | 957                  |
| 5                           | Jason Lamy-Chappuis  | FRA                  | 806                  |
| 6                           | Mario Stecher        | AUT                  | 630                  |
| 7                           | Jan Schmid           | NOR                  | 622                  |
| 8                           | Tino Edelmann        | GER                  | 593                  |
| 9                           | Bernhard Gruber      | AUT                  | 524                  |
| 10                          | Pavel Churavy        | CZE                  | 498                  |
| Eindstand na 23 wedstrijden |                      |                      |                      |

| Landenklassement            | Landenklassement | Landenklassement |
| #                           | Land             | Punten           |
| --------------------------- | ---------------- | ---------------- |
| 1                           | Duitsland        | 3.402            |
| 2                           | Noorwegen        | 3.344            |
| 3                           | Oostenrijk       | 2.989            |
| 4                           | Finland          | 2.374            |
| 5                           | Verenigde Staten | 1.807            |
| 6                           | Frankrijk        | 1.763            |
| 7                           | Japan            | 992              |
| 8                           | Tsjechië         | 868              |
| 9                           | Zwitserland      | 435              |
| 10                          | Italië           | 163              |
| Eindstand na 24 wedstrijden |                  |                  |